# 1470'erne
Århundreder: 14. århundrede – 15. århundrede – 16. århundrede
Årtier: 1420'erne 1430'erne 1440'erne 1450'erne 1460'erne – 1470'erne – 1480'erne 1490'erne 1500'erne 1510'erne 1520'erne
År: 1470 1471 1472 1473 1474 1475 1476 1477 1478 1479
Begivenheder
Personer